# Le Morle
Le Morle est une ancienne commune française, située dans le département du Cantal en région Auvergne-Rhône-Alpes.

## Histoire
Par ordonnance du roi Louis-Philippe Ier du 14 mai 1837, Le Morle fusionne avec la commune de Ruynes-en-Margeride, alors dénommée Ruines.

## Administration
| Période                                  | Période | Identité | Étiquette | Qualité |
| ---------------------------------------- | ------- | -------- | --------- | ------- |
|                                          |         |          |           |         |
| Les données manquantes sont à compléter. |         |          |           |         |

## Démographie
| 1793 | 1800 | 1806 | 1821 | 1831 | 1836 |
| ---- | ---- | ---- | ---- | ---- | ---- |
| 138  | 126  | 154  | 185  | 185  | -    |

Histogramme

(élaboration graphique par Wikipédia)

## Lieux et monuments
- Église et cimetière